# Las Paredes, Veracruz
Las Paredes är en ort i Mexiko.   Den ligger i kommunen Chiconquiaco och delstaten Veracruz, i den sydöstra delen av landet, 240 km öster om huvudstaden Mexico City. Las Paredes ligger 1 775 meter över havet och antalet invånare är 597.
Terrängen runt Las Paredes är bergig norrut, men söderut är den kuperad. Runt Las Paredes är det ganska tätbefolkat, med 93 invånare per kvadratkilometer. Närmaste större samhälle är Misantla, 15,3 km norr om Las Paredes. I omgivningarna runt Las Paredes växer i huvudsak städsegrön lövskog.